# Avril 2005 en Afrique
 (février 2019).

## Samedi2 avril
- Madagascar : décès de Jacques Rabemananjara, écrivain et homme politique à l’âge de 91 ans.
- Zimbabwe : la Commission électorale du Zimbabwe (ZEC) a communiqué les résultats partiels des élections législatives du 31 mars. L'Union nationale africaine du Zimbabwe-Front patriotique (Zanu-PF), parti du président Robert Mugabe, a emporté 74 sièges (auxquels il faut ajouter 30 sièges attribués par le président). Le principal parti d'opposition, le Mouvement pour le changement démocratique (MDC), a remporté 40 sièges. Le MDC dénonce les « fraudes massives écœurantes » qui ont entaché ces élections.

## Dimanche3 avril
- Côte d’Ivoire : Thabo Mbeki, président de l’Afrique du Sud et médiateur mandaté par l’Union africaine pour la Guerre civile de Côte d'Ivoire, réunit à Pretoria les différents protagonistes du conflit.

## Lundi4 avril
- République démocratique du Congo : Babacar Gaye, Général de Corps d'Armée, de nationalité sénégalaise, a pris ses fonctions de commandant des forces de la Mission de l'Organisation des Nations unies en République démocratique du Congo (MONUC).

## Mercredi6 avril
- Madagascar, Maroc : en visite officielle au Maroc où il a été reçu par le roi Mohammed VI, Marc Ravalomanana, président malgache a annoncé que Madagascar avait « décidé de geler sa reconnaissance » à la République arabe sahraouie démocratique RASD).
- Maroc : décès de Fatna Bent Lhoucine, chanteuse populaire âgée de 70 ans.
- Mauritanie : 
  - Le conseil des ministres a autorisé le président à ratifier le protocole de la Charte africaine des droits de l'homme et des peuples (CADHP) adopté en juillet 2003 à Maputo par les chefs d'État et de gouvernement de l'Union africaine ainsi qu’à signer l’acte d’adhésion à la Charte africaine des droits et du bien-être de l'enfant, adoptée en juillet 1990 à Addis-Abeba.
  - Le gouvernement a adopté un décret fixant les jours de repos hebdomadaires au samedi et dimanche, à compter du 11 avril. Depuis décembre 2002, les jours de repos étaient le jeudi après-midi et le vendredi, suivant le calendrier musulman. Ce retour sur la décision prise alors par le régime du colonel Mohamed Khouna Ould Haidalla s’explique pour des impératifs économiques.
- Rwanda : les commémorations du génocide de 1994  débutent à travers le pays et doivent durer une semaine.
- Sénégal : ouverture à Dakar d’un atelier préparatoire au Sommet sur le dialogue islamo-chrétien. Abdoulaye Wade, président du Sénégal, a souligné la « coexistence pacifique » entre les communautés religieuses au Sénégal où l’Islam est la religion de 95 % de la population.
- Togo : des heurts avec la police se sont produits lors de manifestations organisées par l’opposition qui réclame le report de la date de l’élection présidentielle considérant que le 24 avril était trop rapproché pour permettre la tenue de l’élection dans de bonnes conditions.

## Jeudi7 avril
- Bénin : réunion à Cotonou des ministres des finances des quatorze pays de la zone franc en présence de Thierry Breton, ministre français de l’Économie et des finances.
- Cameroun : différentes associations de défenses des droits de l’Homme et des organisations non gouvernementales organisent à Yaoundé un forum sur le phénomène de la torture au Cameroun. Si la loi interdit la torture, elle a régulièrement pratiqué par des fonctionnaires qui se sentent protéger par une impunité. Emile Nzalli Fezze, secrétaire exécutif du Comité national des droits de l'Homme et des libertés, a constaté que la torture qui « constitue une violation des droits de l'homme (…) existe au Cameroun et sa pratique s'exerce au quotidien ».
- Zimbabwe : décès à l’âge de 40 ans de Yvonne Vera, romancière, à Toronto (Canada).

## Vendredi8 avril
- Bénin : Mama Seydou Sika, ministre de l’intérieur, de la sécurité et de la décentralisation a menacé d’interdire toute activité politique à une centaine de partis qui ne respecte pas la charte des partis entrée en vigueur le 21 février 2003. Voir Politique du Bénin.
- Djibouti : élection présidentielle. Ismail Omar Guelleh, président sortant est l’unique candidat, l’opposition appelant à boycotter ces élections, estimant que les conditions n’étaient pas réunies pour une élection « honnête, libre et transparente ». Selon le ministère de l’intérieur, le taux de participation s’élève à 78,9 %. Ismaïl Omar Guelleh a obtenu 100 % des suffrages exprimés alors que les bulletins blancs atteignent 5,7 %.
- Mali : cérémonie d’ouverture pour l’exposition « Devoir de mémoire : triomphe sur l'esclavage » au Musée national du Mali à Bamako en présence de Cheick Oumar Sissoko, ministre de la culture.
- Togo : 
  - Lors d’une manifestation organisée par l’opposition à Tabligbo (80 km de Lomé), un manifestant a été tué par balle.
  - Agbéyomé Kodjo, ancien Premier ministre, a été arrêté à son retour à Lomé. Il était en exil en France depuis trois ans. Il est accusé de détournement de fonds alors qu’il dirigeait le Port autonome de Lomé.

## Samedi9 avril
- Niger : de nouvelles manifestations à Niamey et dans les principales villes du Niger (Maradi, Tahoua, Agadez, Dosso) réunissent des milliers de personnes à l’appel de la « Coalition contre la vie chère » pour demandant l’abrogation de la loi de finances 2005 instaurant une TVA sur les produits de première nécessité.
- Sénégal : constitution à Dakar d’une nouvelle formation politique, l’Alliance pour la conscience citoyenne dont le chef est Sidy Mbaye.
- Togo : l'Organisation internationale de la francophonie (OIF), « Prenant acte de l’évolution de la situation au Togo, caractérisée notamment par le retour au cadre constitutionnel et l’application du calendrier électoral » a décidé de lever les sanctions qu’elle avait prises le 9 février 2005.

## Dimanche10 avril
- Union africaine : ouverture à Alger de la deuxième conférence des ministres de l'Éducation de l'Union africaine en présence d’Abdelaziz Bouteflika, président algérien et de Kōichirō Matsuura, directeur général de l'UNESCO. Cette conférence doit permettre de faire le point sur les objectifs en matière d'éducation en Afrique fixés pour la décennie 1997-2006 par l'Organisation de l'unité africaine (OUA) en juin 1996. Elle étudiera également un document-cadre pour « une éducation de qualité au service du développement durable de l'Afrique ». Abdelaziz Bouteflika a déclaré que « les pays africains, qui ont connu les pires formes du colonialisme et accusé un énorme retard en matière de développement, considèrent l'éducation et la formation comme un facteur de libération et de progrès ». Alpha Oumar Konaré, président de la commission de l’Union africaine a annoncé la création d’un fonds de bourse afin de « favoriser les échanges inter-universitaires en Afrique et hors d’Afrique ».
- Cameroun : visite de Luiz Inacio Lula da Silva, président du Brésil au Cameroun. Paul Biya, président camerounais à déclarer que cette visite était « le point de départ pour un nouvel élan dans les relations dans des domaines aussi divers que l'éducation, l'agriculture, la santé, la pêche, le transport et la recherche ». Les deux présidents ont souhaité renforcer les relations sud-sud et « coordonner leur position au sein des institutions internationales ». Dans un communiqué commun publié en fin de visite le 11 avril, « Le chef de l'État brésilien a réitéré la disponibilité de son pays à apporter au Cameroun toute l'expertise nécessaire en matière de prévention et de lutte contre le VIH-sida ». Le président brésilien doit ensuite se rendre au Nigeria le 11 avril, au Ghana le 12 avril, en Guinée-Bissau le 13 avril et au Sénégal le 14 avril.
- Mali, Sénégal : visite officielle de Macky Sall, Premier ministre sénégalais au Mali où il a été reçu par Ousmane Issoufi Maïga, Premier ministre et par Amadou Toumani Touré, président de la République du Mali.

## Lundi11 avril
- Mali : procès à Bamako des auteurs des violences qui ont suivi la défaite de l’équipe du Mali de football lors du match contre l’équipe du Togo. Quarante-cinq prévenus ont écopé de peines allant du sursis à cinq ans de prison ferme. Quinze personnes ont été relaxées.
- République démocratique du Congo, Ouganda : ouverture à La Haye devant la Cour internationale de justice de la session concernant le conflit opposant les deux pays. La République démocratique du Congo a accusé en 1999 l’Ouganda de « massacre des populations congolaises » après avoir envahi son territoire. L’Ouganda présentera sa défense à partir du 15 avril, les audiences devant se poursuivre jusqu’au 29 avril.
- Soudan : 
  - Ouverture à Oslo de la conférence des donateurs par Kofi Annan, secrétaire général de l’ONU. La reconstruction du pays après l’accord de paix au Soudan du Sud signé en janvier doit coûter 7,8 milliards de dollars. Si une grande partie doit être financée par les ressources pétrolières du pays, la communauté internationale est appelée à aider à la reconstruction du pays, ravagé par 21 années de guerre, à hauteur de 2,6 milliards de dollars.
  - Au cours d’une manifestation organisée par des étudiants à Ed Delendj, une personne a été tuée et 21 autres blessées lors d’affrontement avec les forces de police.
- Togo : Une manifestation a réuni à Lomé plusieurs milliers de sympathisants de l’opposition protestant contre la répression de la manifestation du vendredi 8 avril qui a fait un mort et pour réclamer la révision des listes électorales et le report de l’élection présidentielle.

## Mardi12 avril
- Mali : Mariam Djibrila Maïga, présidente de la Coalition nationale de la société civile pour la paix et la lutte contre la prolifération des armes légères (CONASCIPAL-Mali) et Bakary Doumbia président du CCA-ONG ont tenu une conférence de presse à la suite des violences perpétrées le 27 mars après la défaite de l’équipe nationale du Mali. Dans une déclaration les organisations de la société civile rejettent « toutes formes de violence, de mépris ou de haine comme moyens d’expression » et condamnent « les actes de violence, de vandalisme, d’incivisme, de destruction de biens publics et privés, les viols et les atteintes à la liberté de circuler des citoyens ». Elles appellent tous les Maliens à développer les valeurs culturelles et sociétales de notre pays.
- Nigeria : en visite officielle, Luiz Inacio Lula da Silva, président du Brésil s’est entretenu avec Olusegun Obasanjo, président du Nigeria et président de l’Union africaine. Ils ont souhaité organiser un sommet entre dirigeants africains et sud-américains. Le président du Brésil s’est rendu au Ghana où il a été accueilli par le président John Kufuor.

## Mercredi13 avril
- L’Organisation des Nations unies pour l'alimentation et l'agriculture (FAO), dans son rapport Afrique, indique que 23 pays africains (Angola, Burundi, Côte d'Ivoire, Érythrée, Éthiopie, Guinée, Kenya, Lesotho, Liberia, Madagascar, Malawi, Mauritanie, Ouganda, République centrafricaine, République démocratique du Congo, République du Congo, Sierra Leone, Somalie, Soudan, Swaziland, Tanzanie, Tchad et Zimbabwe) auront besoin d’une aide alimentaire dans les mois à venir, pour différentes raisons : troubles armés, conditions climatiques défavorables…
- Côte d’Ivoire : Thabo Mbeki, président de l’Afrique du Sud et médiateur de l’Union africaine pour la Guerre civile de Côte d'Ivoire, dans une lettre adressée à l’ensemble des protagonistes, demande à Laurent Gbagbo d’utiliser les pouvoirs spéciaux que lui confère l’article 48 de la constitution pour autoriser l’ensemble des signataires des accords de Marcoussis de se présenter à l’élection présidentielle d’octobre 2005.
- Mali : la Coopérative culturelle « Jamana » (créée par Alpha Oumar Konaré) a lancé un site internet d’information en langue Bamanam (bambara) en partenariat avec l’Unesco.
- Niger : un incendie s’est déclaré dans la soirée à Katabo, l’un des principaux marchés de Niamey causant des dégâts matériels importants. Plusieurs marchés ont déjà été détruits par le feu : Wadata en mai 2004 ; Haboubéné en 1982.
- Soudan : de nouvelles manifestations organisées par les étudiants pour protester contre la falsification par le gouvernement des élections des délégués syndicaux à l'université d'Ed Delendj. Selon des étudiants, au moins huit personnes auraient été blessées par la police antiémeute qui a tiré des gaz lacrymogènes et des balles en caoutchouc.

## Jeudi14 avril
- Droits de l'homme : Sidiki Kaba, président de la Fédération internationale des droits de l'homme (FIDH) a présenté à Dakar son rapport annuel où plusieurs États sont signalés pour leur violation des droits de l’Homme, notamment le Soudan, la République démocratique du Congo et la Côte d’Ivoire. Le rapport signale aussi que les défenseurs des droits de l’Homme sont victimes d'actes d'intimidation, de diffamation et de menaces récurrents notamment au Cameroun, en Guinée-Bissau, en Mauritanie et en République démocratique du Congo.
- Cameroun : le Haut Commissariat des Nations unies pour les réfugiés (HCR) a indiqué à l’Agence France-Presse (AFP) que « plus de 15 000 Camerounais et 3 000 Centrafricains ont fui leurs villages après les attaques des coupeurs de route » dans le nord-est du pays. Ces « coupeurs de route » seraient d’anciens combattants centrafricains qui « tuent, pillent et prennent des otages dans cette région frontalière de la Centrafrique, les pasteurs bororos étant les premières victimes de ces exactions ».
- Guinée équatoriale : Kolawole Olaniyan, chef du programme africain d'Amnesty International, a déclaré que 70 prisonniers politiques risquent de mourir de faim dans la prison de Playa Negra. Le gouvernement a décidé d’arrêter de leur fournir des rations alimentaires.
- Mauritanie : Une session de formation sur les dangers du Sida et les moyens de prévention, organisée par l'Association des Oulémas de Mauritanie et financée par la Commission Nationale de Lutte contre le sida a eu lieu à Nouakchott à l’intention de 40 fuqahā' et imams de mosquées
- Rwanda : 
  - Le général Marcel Gatsinzi, ministre de la défense, a annoncé que le gouvernement avait brûlé environ 6 000 armes dans le cadre de sa politique de lutte contre la prolifération des armes légères.
  - Dominique Decherf, ambassadeur de France au Rwanda a exprimé, au cours d’une cérémonie commémorative du génocide, les « regrets » de la France d’avoir « abandonné à leur sort » les employés rwandais de l’ambassade de France. Dix-huit de ses employés ont été tués.
- Togo : « Initiative 150 », mouvement créé par la diaspora togolaise au lendemain du coup d’État ayant suivi la mort de l’ancien président, a tenu une conférence de presse pour réclamer le report de l’élection présidentielle du 24 avril 2005. Le délai leur semble en effet insuffisant pour organiser des élections libres et transparentes.

## Vendredi15 avril
- Pays ACP : signature de l’acte constitutif de l’Assemblée parlementaire ACP (Afrique Caraïbe Pacifique) lors d’une cérémonie officielle à Bamako (Mali), sous la présidence de Ibrahim Boubacar Keïta, président de l’assemblée nationale malienne, avec la présence de parlementaires de 77 pays.
- Burkina Faso : à l’initiative de l’association Solidarité jeunes, une caravane multimédia va circuler jusqu’au 29 avril afin de sensibiliser la population à la « problématique de la lutte contre les violences sexuelles faites aux enfants ».
- Ouganda, République démocratique du Congo : devant la Cour internationale de justice, l’avocat de l’Ouganda a rejeté les accusations portées par la République démocratique du Congo pour des exactions commises par l’Ouganda sur le territoire congolais en 1999.

## Lundi18 avril
- Pays ACP Union européenne : ouverture à Bamako (Mali) de la 9e session de l'Assemblée parlementaire paritaire Union européenne — pays ACP (Afrique Caraïbe Pacifique).
- NEPAD : sommet du Nouveau partenariat pour le développement de l’Afrique (NEPAD) à Charm el-Cheikh (Égypte).
- République démocratique du Congo : dans une résolution adoptée à l’unanimité, le Conseil de sécurité des Nations unies étend l’embargo sur les armes à l’ensemble du territoire.

## Mardi19 avril
- Mali : lancement par le Programme alimentaire mondial (PAM) d’un programme « Alimentation complémentaire et appui aux services communautaires de santé » dans la région de Kidal, où 82 % des enfants souffrent d’anémie et 30 % de carence en vitamine A.

## Mercredi20 avril
- Gambie : remise à titre posthume à Deyda Hydara, journaliste assassiné le 16 décembre 2004, du prix PEN/Barbara Goldsmith pour la liberté d'expression (« PEN/Barbara Goldsmith Freedom To Write Awards ») par l’association de défense des écrivains PEN American Center.
- Togo : Mamadou Tandja, président nigérien en exercice de la Communauté économique des États de l'Afrique de l'Ouest(CEDEAO) a rencontré à Niamey trois des candidats à l’élection présidentielle : Faure Gnassingbé, Nicolas Lawson et Harry Olympio. Emmanuel Bob Akitani, candidat de la coalition de l’opposition n’a pas répondu à l’invitation du président nigérien. À l’issue des entretiens, Mamadou Tandja a déclaré dans un communiqué que la CEDEAO « ne tolérera aucune forme de troubles à l'ordre public » pendant le scrutin et a précisé que l’organisation ouest-africaine envoyait 150 observateurs électoraux.
- Zambie : une explosion dans une fabrique d’explosif dans la mine de cuivre de Chambishi (200 km de Lusaka) a fait plus de 50 morts.

## Jeudi21 avril
- Togo : 
  - la Haute autorité de l'audiovisuel et de la communication (HAAC) a suspendu pendant un mois la radio privé kanal FM. Pour avoir diffusé un éditorial le 18 avril jugé « à caractère diffamatoire, tendancieux et injurieux » par la HAAC, la radio est accusée d’avoir enfreint le décret du 29 mars 2005 interdisant aux médias audiovisuels privés de couvrir la campagne électorale.
  - Un collectif de neuf associations françaises, le Coalition Togo, dont Amnesty International la Fédération internationale des droits de l'homme (FIDH), Survie, déclare que « la libre participation au processus électoral est rendue impossible »[1].

## Vendredi22 avril
- Asie Afrique : ouverture à Djakarta (Indonésie) du sommet Asie-Afrique.
- Le Comité inter-État de lutte contre la sécheresse au Sahel (Cilss) a annoncé avoir mobilisé environ un million d’euros pour aider les pays victimes de l’invasions acridiennes. Provenant de dons de la Banque arabe pour le développement économique en Afrique (BADEA) et de l'Agence américaine pour le développement international (USAID), ils sont destinés à huit pays : Burkina Faso, Gambie, Guinée-Bissau, Mali, Mauritanie, Niger, Sénégal, Tchad.
- Burkina Faso : les autorités redoutent une invasion de criquets « de grande envergure durant la campagne 2005-2006 » et vont « planifier des actions » pour juguler l’invasion affectant l’ouest du pays, limitrophe du Mali et principales zones de production de coton.
- Burundi : sommet des chefs d’États de la région à Entebbe (Ouganda) en présence de Yoweri Museveni (Ouganda), Domitien Ndayizeye (Burundi), Mwai Kibaki (Kenya), Benjamin Mkapa (Tanzanie) et Levy Mwanawasa (Zambie), ainsi que de Jacob Zuma vice-président sud-africain et médiateur dans le processus de paix au Burundi. Le sommet, prenant acte du retard dans le processus électoral défini par l’accord d'Arusha, a prolongé la période de transition démocratique jusqu’au 26 août 2005. Le calendrier électoral prévoit que l’ensemble des élections ait eu lieu auparavant, au plus tard le 19 août.
- Togo : 
  - Dans la nuit, Esso Boko, ministre de l’intérieur, a, au cours d’une conférence de presse, demander la suspension de l’élection présidentielle et la mise en place d’une transition avec un premier ministre issu de l’opposition afin d’éviter un bain de sang prévisible. Abbas Bonfoh, président par intérim, après avoir limogé le ministre, a assuré que l’élection aurait bien lieu dimanche et que « les mesures nécessaires pour que l'élection présidentielle se déroule dans le calme et la sérénité » avaient été prises par les forces de l’ordre et de sécurité.
  - L’organisation non gouvernementale française Survie accuse le président français d’exercer « de fortes pressions sur les chefs d'État de la CEDEAO afin qu'ils s'abstiennent de désapprouver avec détermination les turpitudes d'un système totalitaire prêt à tout pour se maintenir ». Elle appelle Jacques Chirac à « respecter les aspirations du peuple togolais à la démocratie et de retirer publiquement tout soutien de la France au régime dictatorial ».

## Dimanche24 avril
- Togo : élection présidentielle pour la succession de Gnassingbé Eyadema. Au moins trois personnes sont mortes et treize autres blessées par des tirs de militaires qui tentaient de récupérer des urnes dans des bureaux de vote.
- Rwanda : Protais Musoni, ministre du Gouvernement local rwandais a annoncé que depuis le début du mois d’avril, environ 2 000 rwandais s’étaient réfugiés au Burundi et 1 200 en Ouganda afin d’échapper au jugement des gacaca, cours de justice traditionnelle chargées de juger les auteurs présumés de crime commis lors du génocide de 1994.

## Lundi25 avril
- Paludisme : à l’occasion de la journée africaine contre le paludisme, Dr Luis Sambo, directeur régional pour l'Afrique de l'Organisation mondiale de la santé (OMS) a invité les pays africains a coordonner la lutte contre la maladie qui fait un million de morts par an chez les enfants africains.
- Convention contre la prolifération des armes légères : L'Office des Nations unies contre la drogue et le crime (ONUDC) a annoncé que le « Protocole contre la fabrication et le trafic illicites d'armes à feu, de leurs pièces, éléments et munitions, additionnel à la Convention des Nations unies contre la criminalité transnationale organisée » entrait en vigueur à la suite de la ratification par la Zambie. Ce pays est le 40e État à ratifier cette convention adoptée par l’assemblée générale des Nations unies, le 8 juin 2001[2].
- Éthiopie : Retour de la troisième partie de l’Obélisque d’Axoum, monument volé par les troupes de Mussolini en 1937 et détenu depuis lors par l’Italie. La reconstruction du monument est prévue pour septembre.
- Mali, Burkina Faso, Niger : Réunion à Gao (Mali) du sommet de l’Autorité de Liptako-Gourma en présence d’Amadou Toumani Touré, président malien, Mamadou Tandja, président nigérien et de Blaise Compaoré, président burkinabé qui a été renconduit à la présidence de cette organisation.
- Soudan : Une délégation internationale, composée de représentant de pays européen, du Japon, des États-Unis et du Canada, a rencontré à Khartoum des responsables d’ONG soudanaise, dont Hamid Ahmad Abdelalim, chef du Centre national d'action contre les mines (NMAC). La guerre au Soudan du Sud, qui a provoqué l’exil de quatre millions de personnes a pris fin avec l’accord de paix signé en janvier. Cependant, environ deux millions de mines antipersonnel ont été répandues dans la zone. Quelque 2 500 personnes ont été tuées par l’explosion de mines durant les cinq dernières années.
- Togo : Olusegun Obasanjo, président nigérian et président en exercice de l’Union africaine a reçu Faure Gnassingbé Eyadema et Gilchrist Olympio, président du principal parti d’opposition, l'Union des forces de changement (UFC). Ils ont annoncé que quel que soit le résultat de l’élection présidentielle, un gouvernement d’union nationale sera mis en place.

## Mardi26 avril
- Éducation : le Bureau Régional pour l'Education en Afrique de l'UNESCO (BREDA) organise un atelier sous-régional sur le thème de la « promotion de l'accès et de la qualité de l'éducation pour les enfants exclus » à Dakar (Sénégal), avec des représentants du Cap-Vert, de la Gambie, de la Guinée, de la Guinée-Bissau, du Liberia, du Mali, du Niger, du Sénégal et de la Sierra Leone. En Afrique subsaharienne, « 40 millions d’enfants n’ont accès à aucune forme d’éducation » rapporte le quotidien sénégalais Le Soleil. Ibrahima Fall, ministre délégué chargé des Questions pédagogiques du Sénégal a estimé que le bilan du programme  « Éducation pour tous » (EPT) est « globalement décevant » et sa réalisation « trop lente ». Au Sénégal, moins de 30 % des adolescents de 13 à 16 ans fréquentent le collège[3]
- Côte d’Ivoire : Laurent Gbagbo, président de la république a répondu favorablement à la demande de Thabo Mbeki en déclarant à des journalistes qu’« uniquement pour l’élection présidentielle d’octobre 2005, conformément à la lettre du médiateur sud-africain, les candidats présentés par les partis politiques signataires de l’Accord de Marcoussis sont éligibles ».
- Togo : la Commission électorale nationale indépendante a annoncé, qu’au vu des résultats provisoires, Faure Gnassingbé avait remporté l'élection présidentielle avec 60,22 % des suffrages devant Emmanuel Bob Akitani (38,19 %) et Harry Olympio (0,55 %). À l’annonce des résultats, des émeutes se sont déclenchées dans les rues de Lomé.

## Mercredi27 avril
- Côte d’Ivoire : Alassane Ouattara a confirmé qu’il serait le candidat du Rassemblement des républicains à l’élection présidentielle d’octobre 2005.
- Togo : 
  - Emmanuel Bob Akitani s’est proclamé président en déclarant à des journalistes : « Togolais, Togolaises, votre président vous parle, oui votre président, car nous n’avons pas perdu les élections présidentielles ». Il a affirmé que dans la région maritime, traditionnellement favorable à l’opposition, « 40 % des cartes d'électeurs n'avaient pas été distribuées ».
  - Depuis la proclamation de la victoire de Faure Gnassingbé Eyadema par la commission électorale mardi 26 avril, au moins 22 personnes sont mortes et une centaine d’autres ont été blessées dans des affrontements à Lomé entre partisans de l’opposition et forces de l’ordre. Parmi les victimes, on compterait huit Nigériens.
  - Dans la ville d'Aného, à cinq kilomètres de la frontière béninoise des affrontements ont eu lieu mardi et mercredi entre les forces de l’ordre et des partisans de l’opposition. Le commissariat central et un hôtel ont été saccagés. Au moins huit personnes auraient été tuées.
  - Les observateurs de la CEDEAO considèrent que l’élection a été crédible malgré les « anomalies » constatées.
  - La France, qui a appelé à « la réconciliation entre tous les Togolais et à l'amorce d'un dialogue indispensable pour l'avenir du pays » et qui soutient la proposition de la CEDEAO de constituer un gouvernement d’union nationale, a appelé ses ressortissants présents au Togo à la vigilance. Certains manifestants s’en prennent en effet aux Français, accusé de soutenir le pouvoir. Quelques maisons de Français auraient été pillées à Lomé.

## Jeudi28 avril
- CEN-SAD : réunion à Bamako des ministres chargés de l’équipement et des transports de la Communauté des États sahélo-sahariens par Ousmane Issoufi Maïga, Premier ministre malien. L’ordre du jour porte sur un grand projet d’interconnexion des pays membres, permettant le désenclavement. Deux conventions ont été signées, portant sur la coopération en matière de transport routier et de transit et sur le transport maritime.
- Soudan : le Conseil de paix et de sécurité de l’Union africaine a approuvé le renforcement de son dispositif de maintien de la paix au Darfour. Ses effectifs passeront de 2 200 à 7 700 hommes.
- Togo :
  - Environ 3 000 Togolais, principalement des femmes et des enfants, se sont réfugiés au Bénin pour fuir les violences.
  - Femi Falana, président de l’Association du barreau de l’Afrique de l’Ouest qui réclame l’annulation du l’élection présidentielle a notamment déclaré que « de former un gouvernement national sur la base des élections truquées se heurtera à la résistance du peuple togolais ».
  - L'Union interafricaine des droits de l'homme (UIDH) réclame l’annulation du scrutin du 24 avril qu’elle qualifie de « mascarade électorale » et demande l’organisation d’une nouvelle élection organisée par une « vraie » commission électorale nationale indépendante avec la présence de tous les représentants de partis politiques. Elle condamne l’interdiction faite à la presse privée de couvrir la campagne électorale et les fraudes constatées dans de nombreux bureau de vote de la capitale et dénonce la France qu’elle juge responsable des violences en cautionnant cette élection.

## vendredi29 avril
- Sport : ouverture à Dakar des championnats seniors d’Athlétisme de la zone ouest avec des athlètes du Bénin, du Burkina Faso, de Côte d’Ivoire, de Gambie, de Guinée-Bissau, du Mali, du Niger et du Sénégal.
- Côte d’Ivoire : la France a présenté au Conseil de sécurité des Nations unies deux résolutions sur la Côte d’Ivoire, l’une concernant la surveillance des élections du 30 octobre afin qu’elles soient « libres, justes, transparentes et conformes aux critères internationaux » et la seconde prolongeant la mission de l’ONUCI pour un mois.
- Djibouti : l'Organisation des Nations unies pour l'alimentation et l'agriculture (FAO) a lancé « un appel de fonds d'urgence, d'un montant de quatre millions de dollars, pour procurer du fourrage, de l'eau et des soins vétérinaires au bétail, à Djibouti, où l'aggravation de la sécheresse, due à trois années consécutives de pluies erratiques, menace de famine quelque 30 000 éleveurs nomades ».
- Liberia : Stéphane Dujarric, porte-parole des Nations unies, a indiqué que des soldats de la mission de l’Onu sont accusés d’avoir abusé sexuellement des femmes et des jeunes filles selon une enquête préliminaire.
- Togo : dans la nuit de jeudi à vendredi, L’Institut Goethe de Lomé, centre culturel allemand, a été incendié. L’incendie d’origine criminelle pourrait être le fait de membre de l’armée en réponse au soutien apporté par l’Allemagne à l’opposition togolaise.

## Samedi30 avril
- Lesotho : premières élections locales dans le pays depuis l’indépendance en 1966.
- Togo : 
  - Une délégation conjointe à la Communauté économique des États de l'Afrique de l'Ouest (CEDEAO) et de l'Union africaine est arrivé à Lomé afin de tenter de trouver une issue à la crise politique. Elle a rencontré Abbas Bonfoh, président par intérim, Koffi Sama, Premier ministre et les responsables du Rassemblement du peuple togolais (RPT, parti au pouvoir) et de la coalition de l’opposition. L’opposition réclame que l’Union africaine assure la protection des populations civiles et que les résultats provisoires de l’élection présidentielle soient vérifiés par une structure indépendante. Dama Dramani, secrétaire général du RPT, a rappelé que son parti tendait la main à l’opposition pour la constitution d’un gouvernement d’union nationale.
  - le Haut Commissariat des Nations unies pour les réfugiés (HCR) indique dans un communiqué que plus de 11 000 Togolais, fuyant les troubles politiques, se sont réfugiés au Bénin et au Ghana.